# Ramiro Agriel
Ramiro Agriel Galletto (San Carlos, 1953) es un guitarrista y profesor de música uruguayo. 

## Vida
Nacido en la ciudad de San Carlos en Maldonado, Uruguay. Se formó en guitarra con José Luis Plada, Pantaleón Davezac y Abel Carlevaro, en 1979 egresa como licenciado del Conservatorio Universitario de Música de la Universidad de la República, donde es profesor. Ha sido solista del SODRE.
Desde 1997 integra el dúo Promesas, junto a la flautista Florencia Romero. Desde 2002 hasta 2007 es invitado a participar en el Trío de Guitarras Gandhara, con Leite y Tarduña. Se ha presentado en salas de Argentina, Brasil, Colombia, Chile, Uruguay, España, Italia y China. En 2011 el luthier Ariel Ameijenda le construyó una guitarra.
Es co-partícipe del disco «Manos para la Guitarra» del compositor uruguayo Lucio Muniz, grabación del año 2007.

## Libros
En 2007 edita su libro «34 Canciones para principiantes de guitarra» y en 2008 «Compositores uruguayos para guitarra».

## Premios
Fue premiado en los concursos de JJMM; AEMUS, también por al Embajada de España en Uruguay y en el Concurso Internacional de Guitarra Abel Carlevaro y SODRE. El duó Promesas del que forma parte, fue premiado en el año 2000 en el Concurso Fundación Luis Troccoli.